# Taguatinga (kommun)
Taguatinga är en kommun i Brasilien.   Den ligger i delstaten Tocantins, i den centrala delen av landet, 400 km norr om huvudstaden Brasília. Antalet invånare är 15 053.
Följande samhällen finns i Taguatinga:
- Taguatinga

Omgivningarna runt Taguatinga är huvudsakligen savann. Runt Taguatinga är det mycket glesbefolkat, med 5 invånare per kvadratkilometer.